# قصة الفارس المثير للإعجاب دون كيخوتي دي لا مانتشا
قصة الفارس المثير للإعجاب دون كيخوتي دي لا مانتشا (بالإسبانية: Historia del admirable don Quijote de la Mancha)‏ هي الطبعة الفرنسية الأولى للرواية الإسبانية الشهيرة دون كيخوتي، التي كتبها الكاتب الفرنسي الشهير فرانسوا فيليو سانت مارتن عام 1677. استبدل فيليو سانت مارتن في هذه النسخة المترجمة من الإسبانية إلى الفرنسية نهاية الجزء الثاني التعيسة ببعض الأحداث السعيدة، حيث عمل على إبراز حكمة وحنكة دون كيخوتي وجعله لا يموت، بل شُفي من مرضه واستعاد عقله بشكل مؤقت. وفي وقت لاحق، وبعد مشاوراته مع رفقيه سانشو بانثا، عمل على بدء حياة المغامرة من جديد، بعد أن أحب حياة الفارس مع درعه الوفي له. يتناول الكتاب العديد من المغامرات المختلفة لكلا الشخصين، والتي تنتهي فجأة. بينما تظهر سيدة فرنسية تحكي قصة، أبطالها هن الفرنسيتان سيلفيا وسينفيل. وأتبع هذا العمل تتمة لقصة الفارس المثير للإعجاب دون كيخوتي دي لا مانتشا، التي كتبها روبرت شال ونُشرت لأول مرة عام 1713.